# Jean Petit
Jean Petit (Tolosa, 25 settembre 1949 – Nizza, 23 gennaio 2024) è stato un calciatore e allenatore di calcio francese, di ruolo centrocampista.

## Carriera

### Giocatore
Giocò per tutta la carriera nel Monaco, con cui vinse due Division 1 (1977-1978 e 1981-1982) ed una Coppa di Francia (1980-1981).
Fu calciatore francese dell'anno nel 1978.

### Allenatore
Nel 1994 e nel 2005 fu per due volte allenatore ad interim del Monaco. Nella stagione 2011-2012 fu di nuovo sulla panchina del Monaco con l'italiano Marco Simone salvando la squadra da una nuova retrocessione.

## Palmarès

### Giocatore

#### Club

##### Competizioni nazionali
- Campionato francese: 2

Monaco: 1977-1978, 1981-1982
- Coppa di Francia: 1

Monaco: 1979-1980

##### Competizioni internazionali
- Coppa delle Alpi: 1

Monaco: 1979

#### Individuale
- Calciatore francese dell'anno: 1

1978